# Aristocapsa insignis
Aristocapsaes un género monotípico perteneciente a la familia de las poligonáceas. Su única especie: Aristocapsa insignis, es originaria de California. Se encuentra en el interior de la costa del sur de Monterrey y San Luis Obispo.

## Descripción
Es una planta anual que alcanza un tamaño de  2-10 cm de altura . Las hojas basales  de 3-15 mm , oblanceoladas, glabras . Las inflorescencias abiertas de 3-10 cm de diam, brácteas 1 por nodo, con 4-6 flores por involucro. El perianto de color blanco a rosa o rosa, poco peludo, 6 lóbulos; 9 estambres. Frutas 1.5-1.8 mm , marrones. El número de cromosomas: n = 14.

## Taxonomía
Aristocapsa insignis fue descrita por (Curran) Reveal & Hardham y publicado en Phytologia 66(2): 84. 1989.
Sinonimia
- Centrostegia insignis (Curran) A. Heller
- Chorizanthe insignis Curran basónimo
- Oxytheca insignis (Curran) Goodman[2]